# Drawing Straws
Drawing Straws es el décimo episodio de la cuarta temporada y cuadragésimo episodio a lo largo de la serie de drama y ciencia ficción de TNT Falling Skies. Fue escrito por Josh Pate y dirigido por Adam Kane. Fue estrenado el 24 de agosto de 2014 en Estados Unidos y el 25 de agosto de 2014 en Latinoamérica.
Tom y la 2nd Mass aprenden a pilotar un Beamer como parte de su plan para destruir la torre de energía Esphen y el grupo deja a la suerte para ver quién se embarcará en la peligrosa misión. La amenaza de muerte que pesa sobre todos desencadena enfrentamientos que persisten durante largo tiempo entre varios de los miembros de la resistencia, lo que en última instancia hace que se vuelvan más cercanos.

## Elenco
| - Noah Wyle como Tom Mason. - Moon Bloodgood como Anne Glass. - Drew Roy como Hal Mason. - Connor Jessup como Ben Mason. - Maxim Knight como Matt Mason. - Colin Cunningham como John Pope. - Sarah Sanguin Carter como Maggie. - Mpho Koaho como Anthony. - Doug Jones como Cochise. - Scarlett Byrne como Lexi. - Will Patton como Daniel Weaver. | - Treva Etienne como Dingaan Botha. |

## Continuidad
- La 2nd Mass descubre cómo pilotar el Beamer derribado.
- La resistencia decide hacer un sorteo para decidir quién pilotará la nave Espheni.
- Hal descubre a Ben y Maggie besándose nuevamente.
- Maggie le dice a Hal que sólo quiere estar con él, a pesar del deseo que siente por Ben debido a las púas.
- Lexi descubre que los Overlord planean asesinarla.
- Ben es seleccionado para ir en la misión a la Luna.

- Tom hace trampa y saca su nombre para acompañar a su hijo.

- Ben y Hal hacen las paces.
- Lexi asesina a su Overlord y regresa al barrio chino.

## Recepción

### Recepción de la crítica
Chris Carabott de IGN calificó al episodio como mediocre y le otorgó una puntuación de 5.9 sobre 10, comentando: "Según avanza la temporada los episodios son cada vez más intensos y emocionantes debido a la creciente tensión y el tamaño de lo que está en juego realmente. Sin embargo, las acciones de algunos personajes y las decisiones son tomadas de una manera tan tonta que resulta frustrante que te sacan del momento. Tienen esta gran idea de enviar a Tom a la Luna pero para lograrlo ha sido una mezcla de grandes momentos personales y algunos escenarios realmente artificiales. Por mucho que me gusta algo de lo que está pasando en este episodio me veo obligado a darle a éste una puntuación mucho más baja que el resto de la temporada basado en la hipótesis de dejar el destino de la raza humana en manos de una rifa".

### Recepción del público
En Estados Unidos, Drawing Straws fue visto por 2.56 millones de espectadores, recibiendo 0.7 millones de espectadores entre los 18 y 49 años, de acuerdo con Nielsen Media Research.